# A Chrono Crusade szereplőinek listája

A sorozat főszereplői. Balról jobbra: Satella, Azmaria, Rosette és Chrono

Ez a lista Morijama Daiszuke Chrono Crusade című manga- és animesorozatának szereplőit mutatja be.

## Főszereplők

### Chrono
Rosette nem egyedül dolgozik, társa a halk szavú, békés Chrono. Na jó, Chrono csak igyekszik halk és nyugodt maradni, mibenléte és a rábízott feladatok azonban ezt nehézzé teszik. Chrono ugyanis egy roppant erős démon, aki múltja miatt bűnhődik, sorsa pedig baljós módon összekapcsolódik Rosettével.
- Japán hang: Isida Akira
- Angol hang: Greg Ayres
- Magyar hang: Molnár Levente

### Rosette Christopher
Rosette Christopher szelíd lelkű apáca. Ott segít, ahol tud, az ártatlanok védelmében bármikor felszólal, az éhező gyermekeknek ételt kerít. Állhatatos követője az Úrnak, mégsem szentfazék. Hitének többnyire nagy kaliberű kézifegyverekkel szerez érvényt, melyek démonölésre optimalizált dumdum golyókat lőnek. Rosette megjelenését általában tankhajók, felhőkarcolók és járművek tucatjainak pusztulása kíséri. Csak kivételes démonűző teljesítményével köszönheti, hogy nem függesztették fel állásából. Rosette nyakában van egy furcsa óra, mely akkor használja, amikor már nincs kiút a küzdelemből, és akkor megnyitja ezt a furcsa órát, és lelkének egy darabkájából átadja Chrnonak.
- Japán hang: Kavakami Tomoko
- Angol hang: Hilary Haag
- Magyar hang: Molnár Ilona

### Joshua Christopher
Ördögszarvban az erő… Joshua a sorozat rejtőzködő főszereplője, Rosette öccse. Rosette részben magát okolja eltűnéséért, és mindenre kész, hogy visszaszerezze és meggyógyítsa őt. Még gyerekkorában egy Aion nevű gonosz démon magával vitte, és a Chrno erejét adta neki, és még kiderül róla, hogy ő is egy Apostol, méghozzá a remény Apostola.
- Japán hang: Minagava Dzsunko
- Angol hang: Chris Patton
- Magyar hang: Baráth István

### Azmaria Hendric
Ő is egy Apostol, méghozzá a gyógyító Apostola, mely énekével közelebb kerül Istenhez, és ezáltal meggyógyítja az embereket. Ezt az erőt akarta elvenni tőle egy gazdag amerikai démonimádó férfi. A férfit Ricardo Hendricnek hívták, és volt neki is egy démon szolgája, akit Lerajienek hívták. Amikor legyőzték Lerajiét, és megmentették Azmariát a gonosz démonoktól, felgyógyultan ő is csatlakozik a rend kórusához. Néha kiküldetésben is részt vesz Rosettetel és Chrnoval.
- Japán hang: Szaeko Csiba
- Angol hang: Jessica Boone
- Magyar hang: Laudon Andrea

### Aion
A sorozat főgonosza, aki a saját házába vitte Joshuát, és ott átadta Chrno letört szarvát, és így adott neki új erőt. Még az Azmariát is magával akarta vinni, de ő nem ment vele. Aionnak számos gonosz társai vannak. Amikor magával viszi Rosette-t, és Mary Magdalénát csinál belőle. A sorozat vége felé Chrnonak sikerült elpusztítania Aiont a saját szarvával.
- Japán hang: Kazuhiko Inoue
- Angol hang: Andy McAvin
- Magyar hang: Kossuth Gábor

## További szereplők

### Kate Valentine nővér
Ő a Magdaléna rend egyik vezetője, és a Rosette felettese.
- Japán hang: Szakakibara Josiko
- Angol hang: Laura Chapman
- Magyar hang: Kiss Virág

### Ewan Remington tiszteletes
Ő a rend másik vezetője. Sokszor segít a rend tagjainak.A sorozat végén pártfogásába veszi Joshuát. A cselekmény előrehaladtával kiderül, hogy valójában egy angyal.
- Japán hang: Hajami Só
- Angol hang: Jason Douglas
- Magyar hang: Előd Botond

### Florette „Fiore” Harvenheit
Joshua szolgálója, aki nem fél tőle, és ott segít rajta, ahol tud, és Joshua azt hiszi róla, hogy ő a nővére. Egyébként Satelle nővére. Régen gyermekkorában ékkőmágus volt, de Aionhoz szegődött. Amikor Satella rátalál, már nem emlékszik rá, csak akkor jut eszébe minden amikor Satellával együtt halnak meg.
- Japán hang: Kuvatani Natszuko
- Angol hang: Monica Rial
- Magyar hang: 1. Pekár Adrienn, 2. Kelemen Kata

### Satella Harvenheit
Florette húga, ő egy ékkőmágus, aki kezén lévő kesztyű segítségével meg tudja idézni a hónapok nevével ellátott ékkő rejtett képességét és ezekkel harcol velük. Küzdelem során néha besegít Chrnonak, Rosettenek és Azmariának. Előbb a nővére hal meg, ő majd csak akkor, amikor Azmaria elkezd neki énekelni.
- Japán hang: Neja Micsiko
- Angol hang: Tiffany Grant
- Magyar hang: Nemes Takách Kata

### Anna nővér
Ő a Magdaléna rend egyik apácája.
- Japán hang: Maszuda Juki
- Angol hang: Mandy Clark (a 16. epizódban Brittney Karbowski az angol hangja.)
- Magyar hang: 1. Györfi Anna, 2. Tamási Nikolett

### Claire nővér
Ő a Magdaléna rend másik apácája.
- Japán hang: Rikimaru Noriko
- Angol hang: Sasha Paysinger
- Magyar hang: Sipos Eszter Anna

### Mary nővér
Ő a Magdaléna rend harmadik apácája.
- Japán hang: Kogure Ema
- Angol hang: Michelle Maulsby
- Magyar hang: Szabó Zselyke

### Duke Duffau
Ő is egy démon, és néha besegít Chrnonak, hogy le tudják győzni Aiont, de a harcok során ő el is pusztul.
- Japán hang: Vakamoto Norio
- Angol hang: Rob Mungle
- Magyar hang: Varga Gábor